# 篠田学・雅子
篠田 学・雅子（しのだ まなぶ・まさこ）は、日本の元競技ダンス選手。1962年に全日本選手権モダン部門で初優勝後、オーストラリアで開催された世界選手権に日本代表として出場。1969年の世界選手権ではラテン5位、モダン5位。12年の競技生活でモダン10回、ラテン5回の全日本優勝記録を持つ。
NHKの「レッツダンス」の初代講師。
雅子は、日本テレビ「シャル・ウィ・ダンス?」の審査員としても活動中。